# Lago de Velence
Lago Velence (en húngaro Velencei-tó) es el tercer lago en tamaño de Hungría. Es un destino vacacional popular entre los húngaros. El lago tiene una superficie de 26 kilómetros cuadrados, un tercio del cual está cubierto por carrizos. Debido al clima soleado de la región y la poca profundidad del lago, es uno de los lagos más cálidos de Europa: su temperatura en el verano puede alcanzar los 26 a 28 °C. 
Gracias a sus favorables condiciones naturales y geográficas, así como a la regulación del lecho del río, es uno de los balnearios más populares de ese país similar al lago Balaton. El agua del lagoes rica en minerales (sodio y magnesio),  por lo que se considera que refresca y regenera el cuerpo. Además de para un baño, también es adecuado para aliviar los dolores reumáticos. 

## Ubicación
El lago Velence se encuentra ubicado en el condado de Fejér, cerca de la autopista M7 entre Budapest y Székesfehérvár, a los pies de los montes Velence.

## Flora y fauna
El lago es una reserva para aves. 

## Asentamientos a lo largo de la orilla

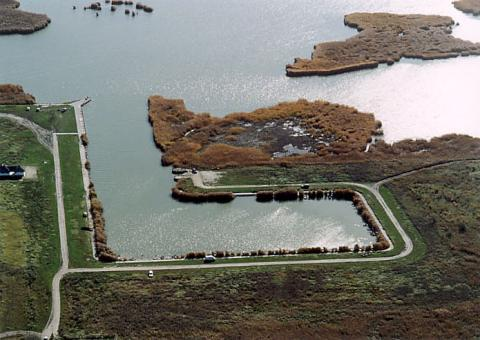
Fotografía aérea del lago.

- Velence
  - Velence-újtelep
  - Velencefürdő
- Gárdony
  - Agárd
  - Dinnyés
- Pákozd
- Sukoró

### Asentamientos en la región del lago Velence
- Gárdony
  - Agárd
  - Dinnyés
- Kápolnásnyék
- Nadap
- Pákozd
- Pázmánd
- Sukoró
- Velence
  - Velence-újtelep
  - Velencefürdő
- Vereb
- Zichyújfalu